# Kultuur ja Elu
Kultuur ja Elu (deutsch „Kultur und Leben“) ist eine Kulturzeitschrift Estlands.

## Gründung und Erscheinungsweise
Die Zeitschrift wurde 1958 gegründet und kann als Frucht des Tauwetters nach Stalins Tod gesehen werden, weil sie für eine gewisse Auflockerung und Verbreiterung des kulturellen Spektrums sorgte. In den ersten beiden Jahren trug die Zeitschrift den Titel Kultuuritöötaja (zu deutsch „Der Kulturarbeiter“) und erfüllte auch die Rolle einer damals in Estland fehlenden Theaterzeitschrift. Daneben war es eine auf die populäre Kultur ausgerichtete Publikumszeitschrift. In der Phase der Singenden Revolution war sie ein wichtiges Forum für die Behandlung von in der Sowjetunion tabuisierten Themen.
Kultuur ja elu erschien bis 1993 monatlich, in den Jahren 1994 und 1995 kamen jeweils zehn Nummern heraus, seit 1996 erscheint die Zeitschrift viermal pro Jahr. Die Redaktion hat ihren Sitz in Tallinn.

## Heutige Ausrichtung
Im 21. Jahrhundert entwickelte sich die Zeitschrift zu einer nahezu ausschließlich militärgeschichtlichen Publikation, die in erster Linie das Schicksal der estnischen Soldaten im Zweiten Weltkrieg behandelt. Dabei ist sie bisweilen in den Verdacht geraten, eine Vorliebe für den Nationalsozialismus zu haben.

## Redaktion
Erster und langjähriger Chefredakteur (1958–1978) war der bekannte Sportjournalist Friedrich Issak. Später waren u. a. Sirje Endre (1984–1993), Vallo Raun und Jüri Leesment verantwortliche Redakteure, seit 2003 ist Tea Kurvits Chefredakteurin.